# Doug Fletcher
Douglas Fletcher (sinh ngày 17 tháng 9 năm 1930) là một cựu cầu thủ bóng đá người Anh ghi 60 bàn thắng trong 188 lần ra sân ở Football League thi đấu ở vị trí tiền đạo tầm xa cho Sheffield Wednesday, Bury, Scunthorpe United, Darlington và Halifax Town. Ông cũng ghi 8 bàn thắng trong 17 lần ra sân cho câu lạc bộ Southern League Bath City.